# Campeonato Paranaense Terceira Divisão 2017
In 2017 werd de 18de editie van het Campeonato Paranaense Terceira Divisão gespeeld voor voetbalclubs uit de Braziliaanse staat Paraná. De competitie werd georganiseerd door de FPF en werd gespeeld van 12 oktober tot 26 november. Independente Futebol São Joseense werd kampioen.

## Eerste fase
| Plaats | Clu          | Wed. | W | G | V | Saldo | Ptn. |
| ------ | ------------ | ---- | - | - | - | ----- | ---- |
| 1.     | Rolândia     | 8    | 5 | 3 | 0 | 23:6  | 18   |
| 2.     | Independente | 8    | 5 | 3 | 0 | 20:3  | 18   |
| 3.     | Batel        | 8    | 5 | 2 | 1 | 20:5  | 17   |
| 4.     | Verê         | 8    | 4 | 2 | 2 | 18:12 | 14   |
| 5.     | Cambé        | 8    | 3 | 3 | 2 | 13:9  | 12   |
| 6.     | Campo Mourão | 8    | 2 | 3 | 3 | 8:7   | 9    |
| 7.     | Arapongas    | 8    | 1 | 3 | 4 | 7:16  | 6    |
| 8.     | GRECAL       | 8    | 1 | 0 | 7 | 2:16  | 3    |
| 9.     | União        | 8    | 0 | 1 | 7 | 3:34  | 1    |

|  | Geplaatst voor tweede fase |

## Tweede fase
In geval van gelijke stand gaat de club met het beste resultaat in de tweede fase door, beide finalisten promoveren.
|  | halve finale | halve finale | halve finale | halve finale |  |              | finale | finale | finale | finale |
|  |              |              |              |              |  |              |        |        |        |        |
|  |              |              |              |              |  |              |        |        |        |        |
|  | Verê         | 1            | 2            | 3            |  |              |        |        |        |        |
|  | Rolândia     | 2            | 3            | 5            |  |              |        |        |        |        |
|  |              |              |              |              |  | Rolândia     | 0      | 0      | 0      |        |
|  |              |              |              |              |  | Independente | 1      | 1      | 2      |        |
|  | Batel        | 0            | 1            | 1            |  |              |        |        |        |        |
|  | Independente | 2            | 2            | 4            |  |              |        |        |        |        |

Details finale
Heen
|             |          |             |              |  |
| 19 november | Rolândia | 0 – 1       | Independente |  |
| 19 november |          | 41' Willian |              |  |

Terug
|             |              |       |          |  |
| 26 november | Independente | 1 – 0 | Rolândia |  |
| 26 november | Lucy 38'     |       |          |  |

## Kampioen
| Campeonato Paranaense Terceira Divisão 2017 |
| São José dos Pinhais                        |
| ------------------------------------------- |
| Independente Kampioen (1° titel)            |